# Villiers (stacja metra)
Villiers – stacja 2 i 3 linii metra  w Paryżu. Stacja znajduje się pomiędzy 17. a 8. dzielnicą Paryża.  Stacja linii 2 została otwarta 21 stycznia 1903 r., a linii 3 19 października 1904 r.